# Contea di Allegany (Maryland)
La contea di Allegany (in inglese Allegany County) è una contea dello Stato del Maryland, negli Stati Uniti. La popolazione al censimento del 2000 era di 74 930 abitanti. Il capoluogo di contea è Cumberland.

## Geografia
La contea si trova nel nord-ovest dello Stato ed è posta prevalentemente sugli Appalachi. A nord è separata dalla Pennsylvania dalla linea Mason-Dixon, a sud il fiume Potomac segna il confine con la Virginia Occidentale, mentre il fiume Sideling Hill Creek segna quello con la contea di Washington. Nella parte occidentale si trova parte del Fronte degli Allegani.

### Contee confinanti
- Contea di Somerset (Pennsylvania)
- Contea di Bedford (Pennsylvania)
- Contea di Fulton (Pennsylvania)
- Contea di Washington
- Contea di Morgan (Virginia Occidentale)
- Contea di Hampshire (Virginia Occidentale)
- Contea di Mineral (Virginia Occidentale)
- Contea di Garrett

## Storia
Nel 1789 la contea di Allegany fu creata dalla parte occidentale della contea di Washington. Il nome deriva da una parola Lenape che significa "fiume buono" o "bel ruscello".

## Comuni

### Cities
- Cumberland (capoluogo)
- Frostburg

### Towns
- Barton
- Lonaconing
- Luke
- Midland
- Westernport